# Lazurnaya
La bahía Lazurnaya (en ruso: Бухта Лазурная) es una bahía en la parte asiática de Rusia, que a su vez forma parte de la Bahía de Ussuri del Mar de Japón. Shamora (en ruso: Шамора) es un nombre ruso y chino tradicional. El nombre se traduce del chino como "desierto de arena", en referencia a las playas arenosas que atraen a decenas de veraneantes desde Vladivostok y otras ciudades del Lejano Oriente ruso. Varias casas de descanso y sanatorios se encuentran dispersos a lo largo de la costa. El interior es montañoso y arbolado.